# Ophrynia perspicua
Ophrynia perspicua là một loài nhện trong họ Linyphiidae.
Loài này thuộc chi Ophrynia. Ophrynia perspicua được miêu tả năm 1990 bởi Scharff.